# Theonoe major
Theonoe major là một loài nhện trong họ Theridiidae.
Loài này thuộc chi Theonoe. Theonoe major được J. Denis miêu tả năm 1961.